# 風中家族
《風中家族》，中國大陸片名則為《對風說愛你》，是一部於2015年上映的愛情史詩電影。本部電影以1949年（第二次国共内战期間）為背景，試圖呈現臺灣歷經60多年的時代變遷，小人物在顛沛流離、歷經時代苦難下刻苦奮鬥的故事。由楊祐寧、胡宇威、郭采潔、柯佳嬿、郭碧婷、李淳、李曉川、林玟誼 、姜瑞佳領銜主演。

## 劇情簡介
對奉先來說，打從有記憶以來，爸爸總是蹙著眉頭，沉思著……。
國共內戰那一年，小范（胡宇威 飾）、順子護著受傷的連長盛鵬（楊祐寧 飾）在小鎮裡四處逃竄，卻在罕無人跡的村莊裡發現一個躲在甕裡的娃兒，小奉先探出頭來哈哈大笑，還以為在玩捉迷藏。在命運的安排下，三個大男人只好帶著一個娃兒一起逃亡，誰知這一逃，竟是從淮北逃到上海、從上海逃到台灣。
開往台灣的船就要啟航，盛鵬肩上的傷口隱隱作痛，卻比不上牽掛北方家人來得心痛。碼頭邊大批無法上船的人們互相推擠、爆炸聲不絕於耳；邱香（郭碧婷 飾）、邱梅（郭采潔 飾）姊妹跟隨父親舉家遷往台灣，一行人匆匆上船。啟動前船身開始劇烈地搖晃，邱香差點失足摔倒，幸好盛鵬將她安全護送進入船艙，兩人的緣分悄然展開。
從此小奉先（李淳 飾）有了盛鵬、順子、小范三個爸爸，他們在台北的違章建築群勉強找到落腳處，並邂逅溫良賢淑的麵攤女兒阿玉（柯佳嬿 飾），逐漸成為一家人。這一群彼此沒有血緣關係，卻因戰亂而命運相連的家人，誕生自戰火中、成長於遷徙中，更在愛情的萌芽和發酵之下，找到一輩子安身立命的所在。生命有如隨風飄揚的蒲公英，卻也像野草般強韌茁壯，如此經過幾十年，盛鵬仍念念不忘家鄉的妻兒，牽絆像繩子繫在他的心上，一輩子也不曾遺忘。

## 演員陣容
| 演員姓名 | 角色名稱   | 介紹           |
| 楊祐寧   | 盛鵬       | 連長/大爸      |
| 胡宇威   | 范中       | 小范/小爸      |
| 郭采潔   | 邱梅       | 邱香的妹妹     |
| 柯佳嬿   | 阿玉       | 麵攤女兒       |
| 郭碧婷   | 邱香       | 邱梅的姊姊     |
| 李淳     | 盛奉先     | 盛鵬養子       |
| 李曉川   | 黃德順     | 順子/二爸      |
| 林玟誼   | 明莉       | 邱香的台灣朋友 |
| 姜瑞佳   | 巧玲       | 盛鵬的新婚妻子 |
| 鄒軒琦   | 幼年盛奉先 | 盛鵬養子       |

## 電影歌曲
| 曲別   | 歌名     | 演唱者 | 作詞   | 作曲   |
| 主題曲 | 風中情緣 | 蕭煌奇 | 何俊明 | 何俊明 |

## 工作人員
- 製作人：唐在揚、黃志明
- 導演：王童
- 編劇： 郭筝
- 製作公司：興揚電影有限公司、阿榮企業有限公司

## 拍攝場景
- 橋頭糖廠
- 光復新村
- 舊嘉義市政府（嘉義市公所）
- 蒜頭糖廠
- 高雄旗津區13號碼頭的中海號戰車登陸艦[2]
- 原臺南警察署
- 土地銀行台南分行
- 國立台灣文學館
- 台南公園蓮花池
- 白河台灣電影文化城
- 陽明山美軍宿舍
- 高雄美濃第一戲院
- 嘉義市輔仁中學

## 資金
兩岸合拍片，資金分別來自中國大陸、臺灣中小企業銀行等等。
此外，臺中市政府也給予該片350萬元輔導金及拍攝支援。

## 票房
2015年6月26日在中國大陸上映，4天僅有200萬元票房。7月臺灣上映，首週末全臺票房為500萬元新臺幣。

## 外部連結
- 風中家族的Facebook專頁
- Yahoo奇摩電影上《風中家族》的資料（繁體中文）
- 開眼電影網上《風中家族》的資料（繁體中文）
- 香港影庫上《風中家族》的資料（繁體中文）
- 时光网上《風中家族》的資料（简体中文）
- 豆瓣电影上《風中家族》的資料 （简体中文）
- 互联网电影数据库（IMDb）上《風中家族》的资料（英文）

| 台灣 緯來電影台 週一晚間九點全台首播 |
| ------------------------------------ |
| 風中家族 2016.02.08                  |